# Humieniec (rejon starosamborski)
Humieniec (ukr. Гуманець) – wieś w rejonie samborskim (wcześniej w rejonie starosamborskim) obwodu lwowskiego Ukrainy. Miejscowość liczy około 687 mieszkańców. Podlega czaplewskiej silskiej radzie.
Wieś prawa wołoskiego w pierwszej połowie XV wieku. Wieś szlachecka Humieniecz, własność Tarłów, położona była w 1589 roku w ziemi przemyskiej województwa ruskiego. W 1921 liczył około 909 mieszkańców. Za II RP w powiecie samborskim (województwo lwowskie). Od 1 sierpnia 1934 należała do gminy Felsztyn.

## Ważniejsze obiekty
- Cerkiew greckokatolicka